# Џејмс Стјуарт
Џејмс Стјуарт (енгл. James Stewart; Индијана, 20. мај 1908 — Лос Анђелес, 2. јул 1997) био је амерички глумац и ваздухопловни бригадни генерал . Познат по свом препознатљивом отегнутом изговору и личности обичног човека на екрану, Стјуартова филмска каријера обухвата 80 филмова од 1935. до 1991. Са снажним моралом који је приказивао и на екрану и ван њега, представљао је „амерички идеал” у двадесетом веку. Амерички институт за филм (AFI) га је 1999. године рангирао на треће место на листи највећих америчких мушких глумаца.

## Одабрана филмографија
| Улоге Џејмса Стјуарта |                                      |               |                                   |          |
| Година                | Српски назив                         | Изворни назив | Улога                             | Напомена |
| 1938.                 | У гроб ништа не носиш                |               | Тони Кирби                        |          |
| 1939.                 | Господин Смит иде у Вашингтон        |               | Џеферсон „Џеф” Смит               |          |
| 1939.                 | Дестри поново јаше                   |               | Томас Џеферсон „Том” Дестри Млађи |          |
| 1940.                 | Филаделфијска прича                  |               | Маколи „Мајк” Конор               |          |
| 1941.                 | Зигфилдова девојка                   |               | Гилберт „Гил” Јанг                |          |
| 1946.                 | Диван живот                          |               | Џорџ Бејли                        |          |
| 1948.                 | Конопац                              |               | Руперт Кадел                      |          |
| 1950.                 | Харви                                |               | Елвуд П. Дауд                     |          |
| 1952.                 | Највећа представа на свету           |               | Батонс                            |          |
| 1954.                 | Прозор у двориште                    |               | Л.Б. „Џеф” Џеферис                |          |
| 1956.                 | Човек који је превише знао           |               | др Бенџамин „Бен” Мекена          |          |
| 1958.                 | Вртоглавица                          |               | Џон „Скоти” Фергусон              |          |
| 1959.                 | Анатомија једног убиства             |               | Пол Биглер                        |          |
| 1959.                 | Прича о ФБИ-у                        |               | Џон Мајкл „Чип” Хардести          |          |
| 1962.                 | Човек који је убио Либертија Валанса |               | Ренсом „Ренс” Стодард             |          |